# Lo mejor en vivo
Lo mejor en vivo es el primer álbum en vivo en solitario del músico argentino Willy Iturri, publicado en 2015. La mayoría de las canciones que aparecen en este disco son de GIT, el antiguo grupo de Iturri, y son Es por amor, Tarado de cumpleaños, Buenas noches, Beirut, Siempre fuiste mi amor, Viento loco, Aire de todos, La calle es su lugar y Más bien, menos mal. El álbum contiene solamente una canción de Iturri: Quiero estar aquí.